# Ludovic Baal
Ludovic Baal (* 24. Mai 1986 in Cayenne) ist ein Fußballspieler aus Französisch-Guayana mit Wurzeln aus Frankreich, der aktuell bei der US Concarneau in der National spielt.

## Karriere

### Verein

#### Bis 2011: FC Le Mans
Baal begann seine fußballerische Karriere in Frankreich beim FC Le Mans, wo er bis 2007 auch in der zweiten Mannschaft aktiv war. In der Saison 2006/07 debütierte er für die Profis in der Coupe de France gegen Pluvigner. In der Saison stand er außerdem einmal im Kader der Coupe de la Ligue. Am 19. Januar 2008 (21. Spieltag) debütierte er in der Ligue 1 gegen Girondins Bordeaux in der Startelf. Sein erstes Profitor schoss er am 17. Mai 2008 (38. Spieltag) bei einer 4:3-Niederlage gegen FC Metz. In der gesamten Saison schoss er dieses eine Tor in zwölf Ligaspielen. Auch in der Folgesaison konnte er sich noch nicht komplett durchsetzen und spielte nur 15 Ligaspiele. In der Saison darauf war er jedoch absoluter Stammspieler und spielte in jedem Ligaspiel. Nach der Saison stieg Le Mans jedoch in die Ligue 2 ab. In der Ligue 2 machte er in seiner ersten Saison zwei Tore in 37 Spielen.

#### 2011–2015: RC Lens
Im Sommer 2011 wechselte Baal zum Ligakonkurrenten RC Lens, wo er einen Vier-Jahres-Vertrag unterschrieb. Sein Debüt gab er in der Coupe de la Ligue gegen Clermont Foot, als er direkt seinen ersten Treffer für den Verein schoss. Sein Ligadebüt für die Lensois machte er am 30. Juli 2011 (1. Spieltag) bei einer 0:2-Niederlage gegen Stade Reims in der Startelf. Das erste Tor in der Liga schoss er schließlich am 13. April 2012 (32. Spieltag) gegen den FC Tours, als man 3:0 gewann. In der gesamten Saison schoss er diese zwei Tore in 37 Spielen. In der Folgesaison war er weiterhin Stammkraft und spielte 33 Ligue-2-Spiele. Auch in der Folgesaison war er in der Abwehrreihe gesetzt und lief in 37 Ligaspielen auf, wobei er einmal traf. Nach der Saison stand man auf dem zweiten Platz und stieg somit in die Ligue 1 auf. Sein Ligue-1-Debüt im Trikot der Lensois gab er am 9. August 2014 (1. Spieltag) gegen den FC Nantes (0:1). In der Ligue-1-Saison spielte er 27 Mal in der Liga und legte zwei Tore vor.

#### 2015–2019: Stade Rennes
Nach der Saison stieg Lens erneut ab, Baal wechselte aber zu Erstligist Stade Rennes. Am 8. August 2015 (1. Spieltag) debütierte er gegen den SC Bastia, gegen den er direkt ein Tor vorlegte. In seiner ersten Saison für die Rennais spielte er nur 22 Mal auch aufgrund von Hüftproblemen. In der Folgesaison war er jedoch wieder Stammspieler und spielte 33 Mal in der Liga. 2017/18 verlor er seinen Stammplatz und spielte nur noch 17 Mal in der Liga. In der darauf folgenden Saison spielte er nur noch in zwei Ligaspielen, da er lange aufgrund einer Oberschenkelverletzung ausfiel. Allerdings gab er sein internationales Debüt, als er gegen den FC Astana am 4. Oktober 2018 (2. Spieltag) in der Europa League spielte. In derselben Saison gewann er mit Rennes die Coupe de France im Finale gegen Paris Saint-Germain im Elfmeterschießen.

#### 2019–2021: Stade Brest
Anschließend wechselte er zu Stade Brest und unterschrieb dort einen Vertrag bis Juni 2021. Er debütierte am 18. August 2019 (2. Spieltag) gegen die AS Saint-Étienne, als er in der 79. Minute für Yoann Court ins Spiel kam. Insgesamt konnte er in der Saison nur elfmal auflaufen. In der Saison 2020/21 verlor er endgültig seinen Stammplatz und spielte fast gar nicht. Nachdem er nach zwei Jahren kaum berücksichtigt worden war, verließ er den Verein im Sommer 2021.

#### Seit 2022: Ausklang der Karriere in unterer Spielklasse
Mitte Januar 2022 wechselte Baal in die dritte französische Liga zur US Concarneau. Dort spielte er im Rest der Spielzeit 2021/22 noch elfmal, wobei er ein Tor vorbereiten konnte. Im Sommer 2022 wurde sein auslaufender Vertrag nicht verlängert und Baal war ein halbes Jahr vereinslos. Im Januar 2023 nahm ihn der fünftklassige FC Sablé unter Vertrag. Dort spielte er bis Sommer 2023 fünf Ligaspiele in der National 3. Im Anschluss wechselte er zum Amateurverein AS Le Mans Villaret in die Régional 2, die siebthöchste französische Spielklasse.

### Nationalmannschaft
Baal debütierte für die A-Nationalmannschaft am 9. Juni 2012 gegen Suriname in der Startelf. In seinem dritten Spiel am 12. Oktober 2012 traf er das erste Mal gegen Anguilla in einem Carribean-Cup-Qualifikations-Spiel. Mit der A-Nationalmannschaft spielte er unter anderem im Gold Cup 2017 und machte insgesamt 12 Spiele, wobei er dreimal traf. Im Sommer 2021 kam Baal, nach vier Jahren Abwesenheit von der Nationalmannschaft, als Kapitän zurück und etablierte sich wieder als Stammkraft. Mit seinem Land schaffte er es 2024 als Gruppenerster in der Liga B in die CONCACAF Nations League A aufzusteigen.

## Spezielles
Baal ist der Bruder von Loïc Baal, der ebenfalls Fußballspieler bei der US Bad Mondorf  in Luxemburg ist.

## Erfolge
Nationalmannschaft
- Sieger der CONCACAF Nations League B: 2024  ▲

Verein
- Sieger der Coupe de France: 2019 (ohne Einsatz)
- Aufstieg in die Ligue 1: 2014